# Trent Hunter
Pour les articles homonymes, voir Hunter.
Trent Hunter (né le 5 juillet 1980 à Red Deer, dans la province de l'Alberta au Canada) est un joueur professionnel de hockey sur glace qui évoluait à la position d'ailier droit.

## Carrière
Réclamé en sixième ronde par les Mighty Ducks d'Anaheim lors du repêchage de la Ligue nationale de hockey de 1998 alors qu'il complète sa première année au niveau junior majeur avec les Cougars de Prince George de la Ligue de hockey de l'Ouest. Hunter poursuit son développement avec ces derniers durant les deux saisons suivantes.
Alors qu'il devient joueur professionnel à l'été 2000, il se voit être échangé par les Ducks aux Islanders de New York en retour d'un choix au repêchage. Hunter rejoint alors le club affilié aux Islanders dans la Ligue américaine de hockey, les Falcons de Springfield.
Il se joint au Sound Tigers de Bridgeport la saison suivante alors que ceux-ci sont appelés à servir de club-école officiel aux Islanders, puis il obtient la chance de faire ses débuts en LNH au cours des séries éliminatoires de 2002 où il inscrit deux points en quatre rencontres. Il partage la saison 2002-2003 entre New York et Bridgeport avant d'obtenir au terme de cette saison un poste permanent avec les Islanders.
Lors du lock-out que connait la LNH en 2004-2005, l'ailier s'entend pour une saison avec l'équipe du IK Nyköpings Hockey de la Allvenskan en Suède avant de revenir avec les Islanders l'année suivante.
Le 28 juillet 2011, il est échangé aux Devils du New Jersey en retour de Brian Rolston.

## Statistiques

### Statistiques en club
| Saison     | Équipe                     | Ligue       |     | Saison régulière | Saison régulière | Saison régulière | Saison régulière | Saison régulière |   | Séries éliminatoires | Séries éliminatoires | Séries éliminatoires | Séries éliminatoires | Séries éliminatoires |
| Saison     | Équipe                     | Ligue       | PJ  | B                | A                | Pts              | Pun              | PJ               | B | A                    | Pts                  | Pun                  |                      |                      |
| 1997-1998  | Cougars de Prince George   | LHOu        | 60  | 13               | 14               | 27               | 34               | 8                | 1 | 0                    | 1                    | 4                    |                      |                      |
| 1998-1999  | Cougars de Prince George   | LHOu        | 50  | 18               | 20               | 38               | 34               | 7                | 2 | 5                    | 7                    | 2                    |                      |                      |
| 1999-2000  | Cougars de Prince George   | LHOu        | 67  | 46               | 49               | 95               | 47               | 13               | 7 | 15                   | 22                   | 6                    |                      |                      |
| 2000-2001  | Falcons de Springfield     | LAH         | 57  | 18               | 17               | 35               | 14               | -                | - | -                    | -                    | -                    |                      |                      |
| 2001-2002  | Sound Tigers de Bridgeport | LAH         | 80  | 30               | 35               | 65               | 30               | 17               | 8 | 11                   | 19                   | 6                    |                      |                      |
| 2001-2002  | Islanders de New York      | LNH         | -   | -                | -                | -                | -                | 4                | 1 | 1                    | 2                    | 2                    |                      |                      |
| 2002-2003  | Sound Tigers de Bridgeport | LAH         | 70  | 30               | 41               | 71               | 39               | 9                | 7 | 4                    | 11                   | 10                   |                      |                      |
| 2002-2003  | Islanders de New York      | LNH         | 8   | 0                | 4                | 4                | 4                | -                | - | -                    | -                    | -                    |                      |                      |
| 2003-2004  | Islanders de New York      | LNH         | 77  | 25               | 26               | 51               | 16               | 5                | 0 | 0                    | 0                    | 4                    |                      |                      |
| 2004-2005  | IK Nyköpings               | Allvenskan  | 33  | 13               | 12               | 25               | 73               | 4                | 5 | 3                    | 8                    | 2                    |                      |                      |
| 2005-2006  | Islanders de New York      | LNH         | 82  | 16               | 19               | 35               | 34               | -                | - | -                    | -                    | -                    |                      |                      |
| 2006-2007  | Islanders de New York      | LNH         | 77  | 20               | 15               | 35               | 22               | 5                | 3 | 0                    | 0                    | 0                    |                      |                      |
| 2007-2008  | Islanders de New York      | LNH         | 82  | 12               | 29               | 41               | 43               | -                | - | -                    | -                    | -                    |                      |                      |
| 2008-2009  | Islanders de New York      | LNH         | 55  | 14               | 17               | 31               | 41               | -                | - | -                    | -                    | -                    |                      |                      |
| 2009-2010  | Islanders de New York      | LNH         | 61  | 11               | 17               | 28               | 18               | -                | - | -                    | -                    | -                    |                      |                      |
| 2010-2011  | Islanders de New York      | LNH         | 17  | 1                | 3                | 4                | 23               | -                | - | -                    | -                    | -                    |                      |                      |
| 2011-2012  | Kings de Los Angeles       | LNH         | 38  | 2                | 5                | 7                | 8                | -                | - | -                    | -                    | -                    |                      |                      |
| 2011-2012  | Monarchs de Manchester     | LAH         | 20  | 4                | 6                | 10               | 8                | 4                | 0 | 1                    | 1                    | 0                    |                      |                      |
| 2012-2013  | Generals de Bentley        | Chinook HL  | -   | -                | -                | -                | -                | 3                | 0 | 1                    | 1                    | 0                    |                      |                      |
| 2012-2013  | Generals de Bentley        | Coupe Allan | -   | -                | -                | -                | -                | 2                | 0 | 0                    | 0                    | 4                    |                      |                      |
| Totaux LNH | Totaux LNH                 | Totaux LNH  | 497 | 101              | 135              | 236              | 209              | 14               | 4 | 1                    | 5                    | 6                    |                      |                      |

### Honneurs et trophées
- Ligue de hockey de l'Ouest
  - Nommé dans la première équipe d'étoiles de l'association de l'Ouest en 2000.
- Ligue nationale de hockey
  - Nommé dans l'équipe d'étoiles des recrues en 2004.

### Transactions en carrière
- Repêchage 1998 : repêché par les Mighty Ducks d'Anaheim (6e choix de l'équipe, 150e au total).
- 23 mai 2000 : échangé par les Mighty Ducks aux Islanders de New York en retour du choix de quatrième ronde des Blue Jackets de Columbus au repêchage de 2000 (choix acquis précédemment, les Ducks sélectionnent avec ce choix Jonas Rönnqvist).
- 8 novembre 2004 : signe un contrat d'une saison avec le IK Nyköpings Hockey de la Allvenskan en Suède.
- 28 juillet 2011 : échangé par les Islanders aux Devils du New Jersey en retour de Brian Rolston.
- 1er août 2011 : placé en ballotage par les Devils puis le lendemain, son contrat est racheté par l'équipe[4].
- 30 septembre 2011 : signe avec les Kings de Los Angeles en tant qu'agent libre.
- 17 février 2012 : placé en ballotage par les Kings.